# Rico Le Chilien
Le texte peut changer fréquemment, n’est peut-être pas à jour et peut manquer de recul. 
Le titre et la description de l'acte concerné reposent sur la qualification juridique retenue lors de la rédaction de l'article et peuvent évoluer en même temps que celle-ci.
Rico le Chilien (en néerlandais : Rico de Chileen) de son vrai nom Richard Eduardo Riquelme Vega, né en 1974 à Santiago (Chili), est un criminel chilien opérant pour la Mocro Maffia, organisation criminelle néerlando-marocaine de Ridouan Taghi. Il possède également la nationalité espagnole, chilienne et colombienne.
Spécialisé dans le trafic de drogue internationale reliant l'Amérique du Sud à l'Europe, il joue également un rôle important dans le milieu napolitain, grimpant jusqu'au rang du grand baron de la drogue Ridouan Taghi dans la Mocro-maffia. Faisant partie des 100 criminels les plus recherchés au monde, il se voit attribuer le surnom médiatisé du « Chilien le plus dangereux au monde » à la suite de ses activités au sein de la mafia marocaine en Europe, ayant préparé cinq et commis deux assassinats. 
Le 20 octobre 2017, il est arrêté dans le parking de l'aéroport de Santiago au Chili en provenance de Dubaï. Il est accusé d'avoir blanchi 10 millions d'euros aux Pays-Bas. Quelques mois plus tard, il est extradé vers ce pays où il est incarcéré dans la prison la plus sécurisée, l'Extra Beveiligde Inrichting à Vught.

## Biographie
Richard Riquelme Vega naît au Chili et émigre avec sa famille à l'âge de sept ans à Amsterdam-Nord aux Pays-Bas à cause du manque de travail dans le pays natal. Lorsqu'il a vingt ans, son nom apparaît pour la première fois dans les enquêtes contre la drogue aux Pays-Bas. Parlant l'espagnol et le néerlandais, Rico Le Chilien servait à relier les contacts entre les cartels colombiens et les investisseurs marocains des ports du Bénélux.
En 1990, il est arrêté en Allemagne et condamné à onze ans de prison pour trafic de cocaïne. Il purge seulement une peine de sept ans avant d'être relâché en 1997.
En 1997, il est arnaqué par un indic de la police à Amsterdam, qui cherchait à acheter 115 kilos de cocaïne au Port d'Anvers. Lorsque la drogue est livrée, il est arrêté par les forces spéciales de la police néerlandaise. Il est condamné à onze ans de prison. En 2005, il est relâché grâce à une peine de prison réduite. Malgré sa sortie, Rico le Chilien continue son business illégal. Quelques années plus tard, la police néerlandaise remarque Rico Le Chilien régulièrement avec des valises remplies d'argent. Le Chilien voyage régulièrement entre Amsterdam, l'Espagne, l'Amérique du sud et Dubaï, ce qui laisse présager aux autorités néerlandaises que le criminel est bel et bien toujours actif dans le trafic.
En 2014, la police néerlandaise accuse Rico le Chilien de jouer un rôle dans des tueries de masses ayant lieu aux Pays-Bas, appelé la ''Mocro-War''. Les autorités veulent arrêter le criminel, mais est empêchée à la suite de défauts de preuves. Les personnes assassinés sont majoritairement des criminels marocains issu de réels bandes mafieuses. Son nom apparaît de nouveau quelques mois plus tard dans des enquêtes reliant finalement le Chilien aux grands barons Naoufal Fassih et Ridouan Taghi, notamment dans l'assassinat du grand baron Samir Bouyakhrichan à Benahavis.
EN 2016, son nom refait surface dans l'affaire du vol des peintures de Vincent van Gogh à Naples ainsi que l'assassinat du journaliste Martin Kok en coopération avec le chef de l'organisation Ridouan Taghi. Des universités canadiennes déchiffrent des messages PGP de Ridouan Taghi envoyés à Rico Le Chilien : "Ce p*tain de vlinderscrime doit dormir". En effet, le journaliste écrivait publiquement sur Ridouan Taghi lorsque ce dernier était encore inconnu dans les affaires liés à la drogue, ce qui remets en doute une alliance datant de plusieurs années entre Taghi et Rico. Les deux hommes auraient également eu l'idée d'assassiner l'officier de justice Koos Plooy. À la suite de cela, il adopte dans son pays natal le surnom du « Chilien le plus dangereux au monde ».
Ayant renforcé ses liens avec Ridouan Taghi, il joue un grand rôle dans l'assassinat de Samir Erraghib et prépare également trois assassinats contre Karim Bouyakhrichan, Mustapha El Fechtali et Jalal El A.. 
En octobre 2020, des messages PGP sont déchiffrés par les autorités néerlandaises. Les messages contiennent une conversation préparant un assassinat sur le criminel Anass El Ajjoudi alias "Bouloulou". Ce dernier est abattu en 2018 dans le quartier De Pijp à Amsterdam. Anass El Ajjoudi était le financier du groupe de Houssine Ait Soussan.

## Arrestation
Le 20 octobre 2017, Rico Le Chilien prend son envol direction la capitale de Chili, à Santiago en provenance de Dubaï. Lorsqu'il arrive à l'aéroport, il se rend à son hôtel Hyatt de Las Condes avant d'être arrêté par la DEA et les forces spéciales chiliennes grâce à des informations reçues par les autorités néerlandaises. Son nom était apparu quelques mois auparavant dans une liste des 100 criminels les plus recherchés au monde. La Colombie recherchait le criminel pendant des années, pensant qu'il se trouvait sur son territoire.
Le 21 mars 2018, il est extradé par Interpol vers les Pays-Bas et condamné pour chef d'une organisation criminelle, trafic de drogue et blanchissement d'argent. Son nom comparaît notamment dans le procès Marengo. Il est placé dans le centre le plus sécurisé des Pays-Bas EBI de Vught.

## Vie privée
Rico Le Chilien est le neveu du criminel Charlie da Silva (nl). Rico s'exprime en espagnol, en néerlandais et en anglais.

### Ouvrages
Cette bibliographie est indicative.
Cette bibliographie est indicative.
 : document utilisé comme source pour la rédaction de cet article.
- (nl) Wouter Laumans et Marijn Schrijver, Mocro Maffia, Lebowskipublishers, 2015, 256 p. (ISBN 978-90-488-2803-6)
- (nl) Wouter Laumans et Marijn Schrijver, Wraak, Amsterdam, Lebowski, 2019, 224 p. (ISBN 978-90-488-3621-5)

### Documentaires et reportages
- [vidéo] Gaf 'Rico' liquidatieopdracht aan ninja's in Dubai?, AT5, 2018
- [vidéo] La captura del chileno más peligroso, Ahora Reportajes, 2018
- [vidéo] Rico de Chileen kan vrijkomen: hierom is hij gevaarlijk, De Telegraaf, 2019